# Grand Prix Wielkiej Brytanii 1974

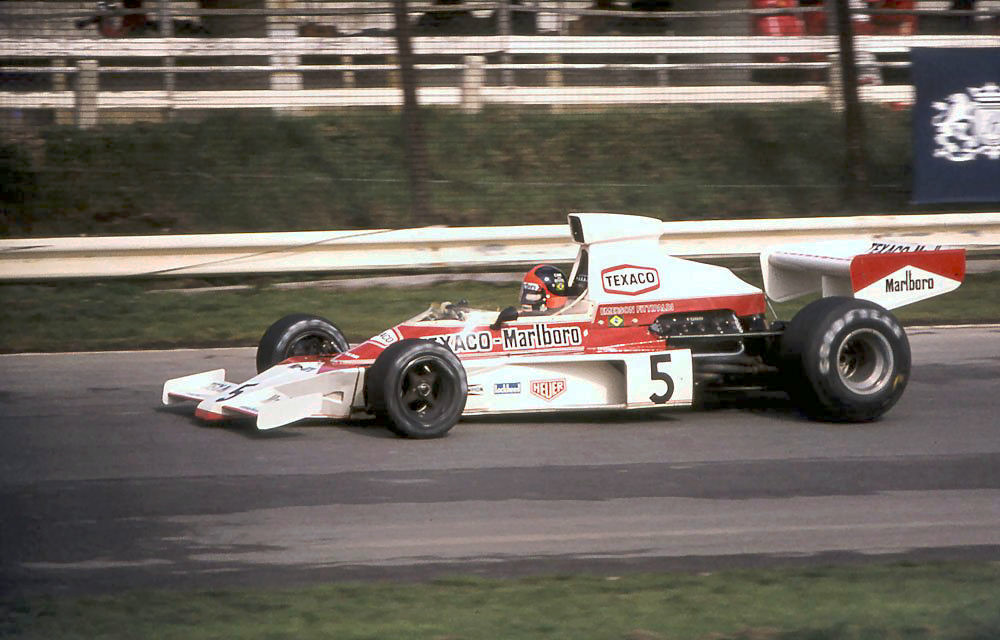
Emerson Fittipaldi podczas Grand Prix Wielkiej Brytanii 1974

Grand Prix Wielkiej Brytanii 1974 (oryg. John Player British Grand Prix) – 10. runda Mistrzostw Świata Formuły 1 w sezonie 1974, która odbyła się 20 lipca 1974, po raz szósty na torze Brands Hatch.
27. Grand Prix Wielkiej Brytanii, 25. zaliczane do Mistrzostw Świata Formuły 1.

## Klasyfikacja
| Legenda oznaczeń w tabelach wyników Wyświetl szablon na nowej stronie | Legenda oznaczeń w tabelach wyników Wyświetl szablon na nowej stronie                                                                     |
| Oznaczenie                                                            | Wyjaśnienie |
| --------------------------------------------------------------------- | --- |
| Złoty                                                                 | Zwycięzca lub mistrzostwo |
| Srebrny                                                               | 2. miejsce lub wicemistrzostwo |
| Brązowy                                                               | 3. miejsce lub II wicemistrzostwo |
| Zielony                                                               | Ukończył, punktował (w klasyfikacji generalnej, gdy zdobył co najmniej jeden punkt na przestrzeni sezonu, poza trzema powyższymi opcjami) |
| Niebieski                                                             | Ukończył, nie punktował (w klasyfikacji generalnej, gdy nie zdobył co najmniej jednego punktu na przestrzeni sezonu)                      |
| Czerwony                                                              | Nie zakwalifikował się (NZ) |
| Czerwony                                                              | Nie prekwalifikował się (NPK) |
| Różowy                                                                | Nie ukończył (NU) |
| Różowy                                                                | Niesklasyfikowany (NS) (w klasyfikacji generalnej, gdy nie został sklasyfikowany w żadnym wyścigu sezonu)                                 |
| Czarny                                                                | Zdyskwalifikowany (DK) |
| Czarny                                                                | Wykluczony (WYK/EX) |
| Biały                                                                 | Nie wystartował (NW) |
| Biały                                                                 | Kontuzjowany (K/INJ) |
| Biały                                                                 | Wyścig odwołany (OD/C) |
| Bez koloru                                                            | Został wycofany (WYC/WD) |
| Bez koloru                                                            | Nie przybył (NP/DNA) |
| Bez koloru                                                            | Nie brał udziału w treningach (NT/DNP) |
| Bez koloru                                                            | Nie został zgłoszony (–) |
| Pogrubienie                                                           | Start z pole position |
| Kursywa                                                               | Najszybsze okrążenie wyścigu |
| †                                                                     | Nie ukończył, ale jego rezultat został zaliczony ze względu na przejechanie więcej niż 90% dystansu wyścigu.                              |
| *                                                                     | Sezon w trakcie |
| 1/2/3                                                                 | Punktowana pozycja w sprincie kwalifikacyjnym                                                                                             |
| Lista systemów punktacji Formuły 1                                    | |

| Pos | No  | Kierowca             | Konstruktor       | Okrążeń | Czas/powód NU      | Poz. Start. | Punktów |
| --- | --- | -------------------- | ----------------- | ------- | ------------------ | ----------- | ------- |
| 1   | 3   | Jody Scheckter       | Tyrrell-Ford      | 75      | 1:43:02.2          | 3           | 9       |
| 2   | 5   | Emerson Fittipaldi   | McLaren-Ford      | 75      | + 15.3             | 8           | 6       |
| 3   | 2   | Jacky Ickx           | Lotus-Ford        | 75      | + 1:01.5           | 12          | 4       |
| 4   | 11  | Clay Regazzoni       | Ferrari           | 75      | + 1:07.2           | 7           | 3       |
| 5   | 12  | Niki Lauda           | Ferrari           | 74      | + 1 Lap            | 1           | 2       |
| 6   | 7   | Carlos Reutemann     | Brabham-Ford      | 74      | + 1 Lap            | 4           | 1       |
| 7   | 6   | Denny Hulme          | McLaren-Ford      | 74      | + 1 Lap            | 19          |         |
| 8   | 16  | Tom Pryce            | Shadow-Ford       | 74      | + 1 Lap            | 5           |         |
| 9   | 8   | Carlos Pace          | Brabham-Ford      | 74      | + 1 Lap            | 20          |         |
| 10  | 1   | Ronnie Peterson      | Lotus-Ford        | 73      | + 2 Okrążeń        | 2           |         |
| 11  | 28  | John Watson          | Brabham-Ford      | 73      | + 2 Okrążeń        | 13          |         |
| 12  | 14  | Jean-Pierre Beltoise | BRM               | 72      | + 3 Okrążeń        | 23          |         |
| 13  | 26  | Graham Hill          | Lola-Ford         | 69      | + 6 Okrążeń        | 22          |         |
| 14  | 19  | Jochen Mass          | Surtees-Ford      | 68      | + 7 Okrążeń        | 17          |         |
| NU  | 15  | Henri Pescarolo      | BRM               | 64      | Silnik             | 24          |         |
| NS  | 37  | François Migault     | BRM               | 62      | Nie sklasyfikowany | 14          |         |
| NU  | 33  | Mike Hailwood        | McLaren-Ford      | 57      | Wypadł z toru      | 11          |         |
| NU  | 17  | Jean-Pierre Jarier   | Shadow-Ford       | 45      | Zawieszenie        | 16          |         |
| NU  | 9   | Hans-Joachim Stuck   | March-Ford        | 36      | Wypadek            | 9           |         |
| NU  | 4   | Patrick Depailler    | Tyrrell-Ford      | 35      | Silnik             | 10          |         |
| NU  | 20  | Arturo Merzario      | Iso Marlboro-Ford | 25      | Silnik             | 15          |         |
| NU  | 10  | Vittorio Brambilla   | March-Ford        | 17      | Problemy z paliwem | 16          |         |
| NU  | 23  | Tim Schenken         | Trojan-Ford       | 6       | Zawieszenie        | 25          |         |
| NU  | 24  | James Hunt           | Hesketh-Ford      | 2       | Zawieszenie        | 6           |         |
| NU  | 27  | Peter Gethin         | Lola-Ford         | 0       |                    | 21          |         |
| NZ  | 42  | David Purley         | Token-Ford        |         |                    |             |         |
| NZ  | 18  | Derek Bell           | Surtees-Ford      |         |                    |             |         |
| NZ  | 21  | Tom Belsø            | Iso Marlboro-Ford |         |                    |             |         |
| NZ  | 208 | Lella Lombardi       | Brabham-Ford      |         |                    |             |         |
| NZ  | 22  | Vern Schuppan        | Ensign-Ford       |         |                    |             |         |
| NZ  | 29  | John Nicholson       | Lyncar-Ford       |         |                    |             |         |
| NZ  | 25  | Howden Ganley        | Maki-Ford         |         |                    |             |         |
| NZ  | 35  | Mike Wilds           | March-Ford        |         |                    |             |         |
| NZ  | 43  | Leo Kinnunen         | Surtees-Ford      |         |                    |             |         |